# Holger Rosenkrantz (1702-1785)
 Der er flere personer med dette navn, se Holger Rosenkrantz.
Holger lensbaron Rosenkrantz (8. marts 1702 på Roseneje – 25. juli 1785 på Rosendal) var en dansk godsejer, officer og arkitekt.
Holger Rosenkrantz' forældre var justitsråd Jørgen Rosenkrantz til Roseneje (nu Hofmansgave) og Marie Elisabeth de Roklenge. Parret havde en meget dårlig økonomi, men fik dog en børneflok på hele 12, hvor Holger fødtes som den fjerdeældste. Udsigterne til arv var således meget ringe, hvorfor Holger og hans brødre naturligt valgte en karriere inden for militæret. Som 12-årig blev Holger 1714 landkadet. korporal 1720, fænrik i Dronningens Livregiment 1724, sekondløjtnant 1727. I 1729 fik han tilladelse til rejse udenlands for at "perfectionere sig i sin Metier". Således tog han i årene 1729-1731 på en dannelsesrejse rundt i Europa med vennen Lauritz de Thurah. I 1734 blev han kaptajn reformé i Fynske gevorbene Infanteriregiment. Samme år udnævnt til virkelig kaptajn. Karakteriseret major 1739. I 1741 fik han sin afsked. 1759 udnævntes han til kammerherre og fik senere det hvide bånd. Fra 1767 var han formand for Landvæsenskommissionen og fik samme år l'union parfaite. Endelig blev han 1781 udnævnt til gehejmeråd.

## Arkitekten
Holger Rosenkrantz' virke som arkitekt har ikke sat sig dybe spor. Man ved, at han 1729 sammen med ingeniørofficeren Hans Christian Lønborg assisterede vennen Lauritz de Thurah med to sæt opmålingtegninger af Fredensborg Slot. Samme år rejste Thurah og Rosenkrantz til udlandet for at studere arkitekturen ude i Europa. Hjemme i Danmark igen indleverede Thurah 1736 et ombygningsprojekt på Sorø Akademi. Thurah havde dog som hofbygmester flere andre opgaver, hvorfor Holger Rosenkrantz overtog opgaven. I samarbejde med skolens forstander Wilhelm August von der Osten foretog han væsentlige ændringer i såvel plan- som facadedispositionen. Ændringerne omfattede bl.a. flytningen af hoveddørene til midteraksen, vinduernes egalisering, opsætning af en fronton, formindskelse af tagudhænget, tilføjelse af flere vinduer. Desuden blev opført tre professorresidenser m.m. Resultatet blev monumentalt. De tre fløje fik velproportionerede facader, opdelt i siderisalitter og en frontonprydet midtrisalit. Vinduerne var forsynet med murede omfatninger og mellem hver etage fandtes rektangulære blændinger. Endelig var hver facade opdelt vertikalt med seks kvaderlisener. Fra Rosenkrantz' hånd kendes tre projekttegninger, som dog ikke er de endelige tegninger.

## Godsejeren
Holger Rosenkrantz' fader endte som fallent, hvorfor Holgers udsigter til arv var yderst ringe. Holger Rosenkrantz blev imidlertid 1733 gift med Helvig Sophie Iuel, og han modtog i medgift herregården Totterupholm. Af denne gård oprettede han 1748 baroniet Rosenlund, i dag kaldet Rosendal. Hans ældre broder Werner havde helt tilsvarende giftet sig rigt og kunne således blive baron af Willestrup.
Han fik sæde i Landvæsenskommissionen, som Reverdil havde fået oprettet, og som i sit første møde vedtog at lade alle godsmyndighederne udtale sig om midlerne til ophjælpning af landvæsenet, men som snart efter blev ophævet ved Reverdils afskedigelse. Dette valg er mærkværdigt, da Rosenkrantz stort set var modstander af landboreformerne, ligesom han på sine godser ikke vides at have foretaget nogen forandring i godsforholdene til fordel for bønderne. Rosenkrantz var i øvrigt en dygtig godsejer og udvidede de til hans godser hørende store kalkbrud ved Faxe og begyndte på udførsel af kalksten til udlandet, hvorved talrige arbejdere fik beskæftigelse.
Da hans ægteskab var barnløst, gik baroniet over til brodersønnen Iver baron Rosenkrantz til Willestrup.